# Georg Adolf von Mikrander

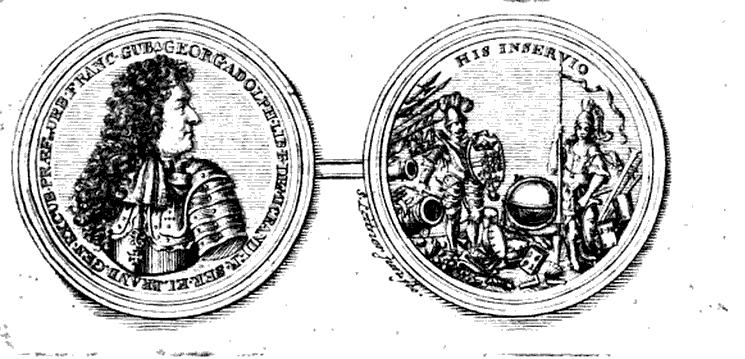
Micrander-Münze von 1691

Georg Adolf von Mikrander (* 1639; † 1723) war ein preußischer Generalleutnant, Gouverneur von Frankfurt an der Oder und Erbherr auf Tammendorf.

## Leben
Der Vater von Georg Adolf war der kaiserliche und  schwedische Obrist Wilhelm Mikrander.
Mikrander stand zunächst in schwedischen Diensten, wo er eine Kompanie kommandierte. Er wechselte 1663 in kaiserliche Dienste. Er führte erfolgreich eine Freikompanie gegen die Türken in Ungarn. Der Feldmarschall Annibale Gonzaga holte ihn danach in seine Dienste, und bald kommandierte er eine deutsche Truppe, die in den Diensten Spaniens und Mailands stand. Dort stieg er bis 1673 zum Oberstleutnant auf. Er wechselte dann 1674 als Obrist in kurbrandenburgische Dienste. Als der Kurfürst Friedrich Wilhelm 1674 an den Rhein marschierte, übernahm Johann Georg von Anhalt als Statthalter die Regierungsgeschäfte. Mikrander war ihm dabei zugeordnet. Als die Schweden einfielen, wurde Mikrander zu Verhandlungen zum Feldmarschall Carl Gustav Wrangel geschickt. Am 18. Juli 1677 erhielt er ein Regiment zu Fuß. Er nahm an der Belagerung von Greifswald teil, das sich am 8. November 1678 ergab. Am 4. Februar 1678 ernannte ihn der brandenburgische Kurfürst zum Kommandanten von Anklam. Offiziell erfolgte seine Ernennung aber erst am 14. November. Diese Stellung musste er jedoch nach dem Abzug der Brandenburger aus Schwedisch-Pommern am 2. November 1679 wieder räumen. Dafür ernannte ihn der Kurfürst zum Kommandanten von Frankfurt. Immer wieder wurde er auch zu Verhandlungen zum Kaiser, zur schwedischen Generalität und andere fürstliche Höfe geschickt. Er erwies sich dabei als geschickter Unterhändler. Am 20. April 1682 erhob ihn Kaiser Leopold I. in den Freiherrnstand, was Kurfürst Friedrich Wilhelm am 29. August des Jahres anerkennt.
Am 14. Juni 1684 wurde Mikrander Gouverneur der Schanze Friedrichsburg am Pregel. Zusammen mit dem Obristen Joachim Balthasar von Dewitz wurde er 1686 beauftragt, Truppen in die Hansestadt Hamburg zu führen, die vom dänischen König belagert wurde. Am 21. April 1689 erhielt er die Beförderung zum Generalmajor und am 29. April 1699 wurde er Gouverneur von Kolberg. In seiner Stellung als Gouverneur traten die Stände Pommerns an ihn heran, mit der Bitte die die geschlossene Ritterakademie wieder zu öffnen. Dies erreichte er beim Kurfürsten. Später übertrug man ihm sogar die Leitung der Ritterakademie in Pommern, die letztlich 1716 in die Berliner Kadettenanstalt überführt wurde.
Am 29. Januar 1701 wurde er noch Generalleutnant und war damit dem Fürsten Leopold I. von Anhalt-Dessau gleichgestellt. Er war noch Gouverneur von Kolberg. Das Amt musste er aber am 16. Oktober 1713 aus Altersgründen an den General Karl Friedrich von Schlippenbach abgeben. Dafür wurde er Gouverneur von Frankfurt an der Oder. Er starb 1723.
Mikrander war ein hochgebildeter Mann und ausgezeichneter Zeichner. Es wurde gesagt, dass seine Zeichnungen die Qualität von Kupferstichen hatten.

## Familie
Er war mit Juliane Katharina Christiane von Klingsporn aus dem Haus Blaustein, Tochter von Johann von Klingsporn  († 1685) verheiratet, sie war die Witwe von Karl Karlick von Nezetyk. Er hatte mit ihr zwei Töchter.
- Juliane Christina Catharina ⚭ Friedrich Heinrich von Bartholdi (1677–1730)[3] (Sohn des Berliner Bürgermeisters Christian Friedrich Bartholdi (1644–1707) und Bruder des Diplomaten Christian Friedrich von Bartholdi (1668–1714))[4]
- Sophie Louise Wilhelmine ⚭ Albrecht Gottlob Gans Edler zu Putlitz[5]

Seine Schwester († 1710) war mit dem preußischen Oberst Idel Ehrenreich von Pfuel verheiratet. Da Mikrander keine Söhne hinterließ, adoptierte er im Juli 1712 seinen Schwiegersohn Bartholdi unter dem Namen von Bartholdi Freiherr von Mikrander.